# إسبير
إسبير (بالأرمنية: Սպեր)‏؛ (بالجورجية: სპერი) هي إحدى مدن مقاطعة أرضروم. تُعرف أيضًا باسم Sasperi، الاسم Sper مع بادئة اللغة الجورجية للمكان Sa- والتي تطورت إلى المصطلح مملكة إيبيريا. العمدة هو أحمد كوشكون (حزب الحركة القومية). يبلغ عدد سكان المنطقة 30.260 بينما يبلغ عدد سكان المدينة 11.789 نسمة.